# 45
45 је била проста година.

## Догађаји
- почетак Галбиног проконзулата у Африци.
- присаједињење Котиса I Босфорском царству
- У Олимпији су одржане 206. Олимпијске игре
- диже се римска колонија Јувавум, основана на месту келтског града у провинцији Норик – данас град Салцбург
- Римски намесници у провинцијама су: у Панонији Секст Папелије Хистер, у Немачкој Помпоније, који извојује победу над Германима и добија тријумф.
- Тарагона је проглашена римском колонијом
- подигнута је велика тврђава у римској колонији Лондинијум (данашњи Лондон)
- Апостол Павле је у Пафосу преобратио кипарског проконзула Сергија Павла у хришћанство, почетак Павловог путовања по Кипру и југу Мале Азије.
- Први епископ Антиохије постаје Апостол Петар
- Легија римске војске под командом будућег цара Веспазијана упала је у утврђење Маиден Цастле. О бруталној природи борби сведоче унакажени остаци британских војника.

## Смрти
- Википедија:Непознат датум — Свети апостол Јаков - хришћански светитељ